# Villa du Temps retrouvé

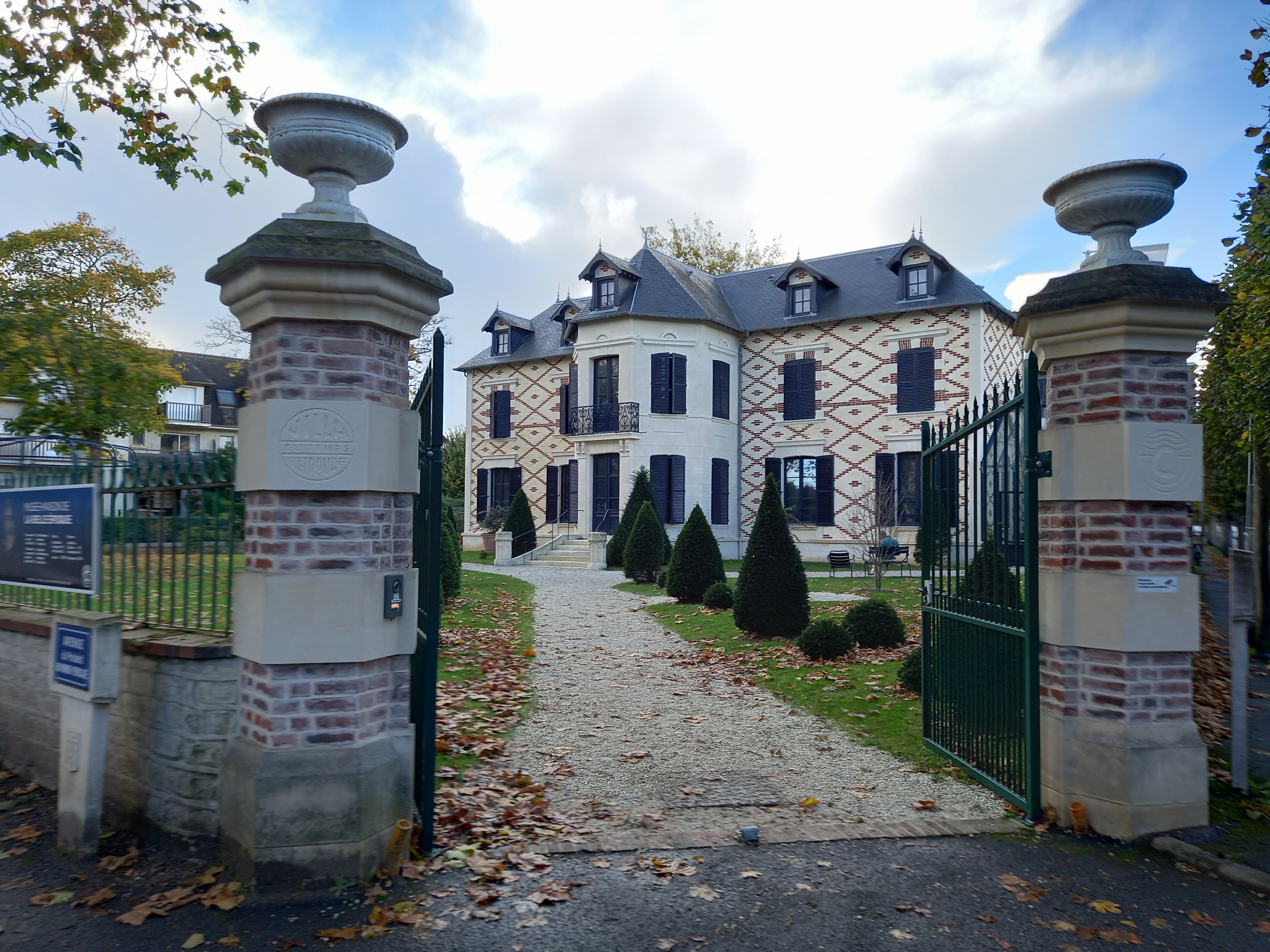
Villa du Temps retrouvé, 2022

Die Villa du Temps retrouvé („Villa der wiedergefundenen Zeit“) ist ein Museum in Cabourg an der Côte Fleurie, das sich auf die Kulturgeschichte der Belle Époque und auf Marcel Proust spezialisiert hat.
Der Name des Museums ist eine Anspielung auf den letzten Band Le Temps retrouvé des Romans Auf der Suche nach der verlorenen Zeit von Marcel Proust, der während seiner Sommeraufenthalte in Cabourg an seinem Roman gearbeitet hat.

## Geschichte
Die Villa, die in ihrer Geschichte mehrmals den Namen gewechselt hat – Villa Bon Abri, Espace Bruno-Coquatrix und schließlich Villa du Temps retrouvé –, wurde 1860 von dem Architekten Clément Parent (1823–1884) als Wohnhaus für seine Familie errichtet.
Parent, mit dessen Sohn Marcel Proust befreundet war, war der Architekt des benachbarten Grand Hotel de Cabourg, in dem Proust in den Jahren von 1907 bis 1914 die Sommer verbrachte. Bis 1910 war die Villa im Besitz der Familie. Sie diente bis 1960 als Pension und ging dann in den Besitz der Stadt Cabourg über. Die Stadtverwaltung nutzte das Gebäude danach für unterschiedliche Zwecke.
2010 beschloss die Stadtverwaltung, das Haus einer kulturellen Nutzung zuzuführen. 2019 begannen die Sanierungsarbeiten, die Kosten beliefen sich auf 3,6 Millionen Euro. An der Finanzierung waren Region, Departement und Kommune sowie eine Reihe von privaten Geldgebern beteiligt.
Eröffnet wurde das Museum am 19. Mai 2021.

## Architektur
Die Villa ist ein zweigeschossiger Bau mit vier Achsen und einem dominanten Mittelrisalit mit einer polygonalen Überdachung. Das Mauerwerk aus Pierre de Caen zeichnet sich durch ein Muster aus Rauten farblich kontrastierender Steine aus. Die Ausstellungsfläche beträgt rund 600 m².

### Garten
Der Garten der Villa wurde im Zuge der Einrichtung des Museums von dem Pariser Atelier vert latitude, orientiert an der Gartenkunst der Belle Epoque, neu angelegt.
Die Proust-Figur im Garten des Museums, ein Werk des brasilianischen Bildhauers Edgar Duvivier, war bis zur Eröffnung des Museums provisorisch am Grand Hotel aufgestellt.

## Inneneinrichtung
Die Innenräume der Villa sind komplett mit Mobiliar der Zeit ausgestattet. Die Möbel sind großenteils Leihgaben des Mobilier national, ergänzt um Stiftungen aus Privathand. Das Museum hat keine eigene Sammlung. Die Bilder und die übrigen Ausstellungsobjekte sind Leihgaben französischer Museen, in erster Linie des Musée des beaux-arts de Rouen und des Musée d’Orsay. Viele Objekte werden nicht dauerhaft ausgestellt, sondern bei Bedarf und in unregelmäßigen Abständen ausgetauscht.

## Ausstellungen
Das Museum veranstaltet regelmäßig Wechselausstellungen, die sich im weitesten Sinne auf die Kultur der Belle Èpoque beziehen, von Kunst und Fotografie bis Architektur, Film und Technik.
- 2021: Fantômas: Miroir de la Belle Époque
- 2021: La Recherche en bande dessinée
- 2022:  Gustave Eiffel, le visionnaire
- 2022:  Les liaisons maritimes dans l’estuaire de la Seine (1820–1940)
- 2022:  Promenade avec les proches de Marcel Proust
- 2022: Paul Nadar et le Théâtre de la Belle Époque
- 2023:  Le vie de Chateau
- 2024: Les peintures du paysage normand d’Edouard Vuillard
- 2025: Jules Verne, «le père de la science-fiction»